# Ich steh mit einem Fuß im Grabe
Ich steh mit einem Fuß im Grabe (BWV 156) ist eine Kirchenkantate von Johann Sebastian Bach. Er komponierte das Werk in Leipzig für den 3. Sonntag nach Epiphanias und führte es erstmals am 23. Januar 1729 auf. Die Kantate ist bekannt für ihre einleitende Sinfonia mit Solo-Oboe.

## Text
Ich steh mit einem Fuß im Grabe war Bachs vierte und letzte Kantate für den dritten Sonntag nach Epiphanias. Die vorgeschriebenen Schriftlesungen für diesen Sonntag wurden aus dem Römerbrief (Regeln für das Leben, Römer 12,17–21 ) und aus dem Evangelium nach Matthäus (Heilung eines Aussätzigen, Mt 8,1–13 ) entnommen.
Der Librettist war Christian Friedrich Henrici (genannt Picander). Er brachte zwei Strophen aus älteren Chorälen ein: Machs mit mir, Gott, nach deiner Güt von Johann Hermann Schein (1628) und Herr, wie du willt, so schicks mit mir von Kaspar Bienemann (1582).

## Besetzung und Aufbau
Das Werk ist für drei Solisten (Alt, Tenor und Bass), einen vierstimmigen Chor, eine Oboe, zwei Violinen, eine Bratsche und den Generalbass geschrieben.
Die Kantate hat sechs Sätze:
1. Sinfonia
2. Choral (Sopran) und Arie (Tenor): Ich steh mit einem Fuß im Grabe
3. Rezitativ (Bass): Mein Angst und Not
4. Arie (Alt): Herr, was du willt, soll mir gefallen
5. Rezitativ (Bass): Und willst du, dass ich nicht kranken soll
6. Choral: Herr, wie du willt, so schicks mit mir

## Musik
Die Sinfonia in F-Dur ist mit Oboe, Streichinstrumenten und Generalbass besetzt. Sie stammt wahrscheinlich aus einem früheren Oboenkonzert und wurde später in Bachs Cembalokonzert BWV 1056 als mittlerer Satz adaptiert. Im Vergleich zu der späteren Version für Cembalo und Orchester ist die Melodie klar, unkompliziert und harmonisch auf die Vorbereitung des zweiten Satzes ausgelegt.
Der zweite Satz kombiniert eine Tenor-Arie mit einigen Sequenzen und einen Sopran-Choral mit obligaten Streichinstrumenten. Ungewöhnlich ist der Beginn mit einer synkopierten Generalbass-Linie unter Unisono-Streichinstrumenten. Der Satz enthält und harmonische Kontraste.
Beide Bass-Rezitative sind als Secco-Rezitativ in Moll-Tonart verfasst. Der erste und der dritte Satz der Kantate sind durch eine abrupt unterbrochene Melodielinie und ein abschließendes Arioso gekennzeichnet. Der zweite und der fünfte Satz sind vergleichsweise „heller in Stimmung und Geist“. Es nimmt die Melodie der Choralfassung vorweg.
Die Altarie wird von Oboe und Violine in Terz und Sexten begleitet. Der Satz enthält mehrere Beispiele für Wortmalerei. Formal handelt es sich bei dem Satz um eine veränderte Da-capo-Arie.
Der letzte Satz ist eine vierteilige Fassung des Chors in C-Dur. Die Phrasenlängen werden variiert, was einen Eindruck der „Zeitlosigkeit“ im Angesicht des Todes vermittelt.

## Aufnahmen
- American Bach Soloists / Jeffrey Thomas. J. S. Bach: Cantatas Volume II. Koch International Classics, 1992
- Amsterdam Baroque Orchestra & Choir / Ton Koopman. J. S. Bach: Complete Cantatas Vol. 20. Antoine Marchand, 2003
- Bach Collegium Japan / Masaaki Suzuki. J. S. Bach: Cantatas Vol. 49. BIS, 2010
- Figuralchor der Gedächtniskirche Stuttgart / Bach-Collegium Stuttgart, Helmuth Rilling. Die Bach Kantate. Hänssler Verlag, 1973
- Holland Boys Choir / Netherlands Bach Collegium, Pieter Jan Leusink. Bach Edition Vol. 11. Brilliant Classics, 1999
- Monteverdi Choir / English Baroque Soloists, John Eliot Gardiner. J. S. Bach: Cantatas for the 3rd Sunday of Epiphany. Archiv Produktion, 2000.
- Tölzer Knabenchor / Concentus Musicus Wien, Nikolaus Harnoncourt. Harnoncourt Edition. TELDEC LC 0370.